# 매켄지 아널드
매켄지 아널드(영어: Mackenzie Elizabeth Arnold, 1994년 2월 25일~)는 오스트레일리아의 여자 축구 선수로, 포지션은 골키퍼이다. 현재 잉글랜드 FA 여자 슈퍼리그의 웨스트햄 유나이티드 FC 위민에서 활동하고 있다.

## 어린 시절
골드코스트에서 태어나 자랐다.

## 클럽 경력
2011년부터 2020년까지 2018년과 2019년 미국 시카고 레드 스타즈를 임대를 재외하면 A리그 위민에서 활동하였다. 2020년부터 잉글랜드 FA 여자 슈퍼리그 웨스트햄 유나이티드 FC 위민에서 활동하고 있다.

## 국가대표 경력
2012년 대만과의 동아시아 챔피언스컵에 데뷔하였다.
2023년 FIFA 여자 월드컵에 대표팀에 선발되어 주전으로 활약하였고, 프랑스와 8강전에서 3번 승부차기 선방으로 4강진출에 공헌하였다.

## 수상

### 국가대표
- 2018년 AFC 여자 아시안컵 준우승

### 개인
- A리그 위민 골든글러브 3회 수상 (2012-13, 2014, 2017-18)
- 웨스트햄 유나이티드 FC 위민 올해의 선수 (2023-24)